# Crystallogobius linearis
Crystallogobius linearis is een straalvinnige vis uit de familie van grondels (Gobiidae) en behoort derhalve tot de orde van baarsachtigen (Perciformes). De vis kan een lengte bereiken van 4 cm. De hoogst geregistreerde leeftijd is 1 jaar.

## Leefomgeving
Crystallogobius linearis is een zoutwatervis. De vis prefereert een gematigd klimaat en leeft hoofdzakelijk in de Atlantische Oceaan. Bovendien komt Crystallogobius linearis voor in de Middellandse Zee. De diepteverspreiding is 1 tot 400 m onder het wateroppervlak.

## Relatie tot de mens
Crystallogobius linearis is voor de visserij van geen belang. In de hengelsport wordt er weinig op de vis gejaagd.